# Latera
Latera is een gemeente in de Italiaanse provincie Viterbo (regio Latium) en telt 994 inwoners (31-12-2004). De oppervlakte bedraagt 22,6 km², de bevolkingsdichtheid is 45,15 inwoners per km². In de burcht van Latera bevinden zich een kerk gewijd aan de Heilige Paus Clemens en een Villa Farnese.
De volgende frazioni maken deel uit van de gemeente: Cantoniera di Latera.

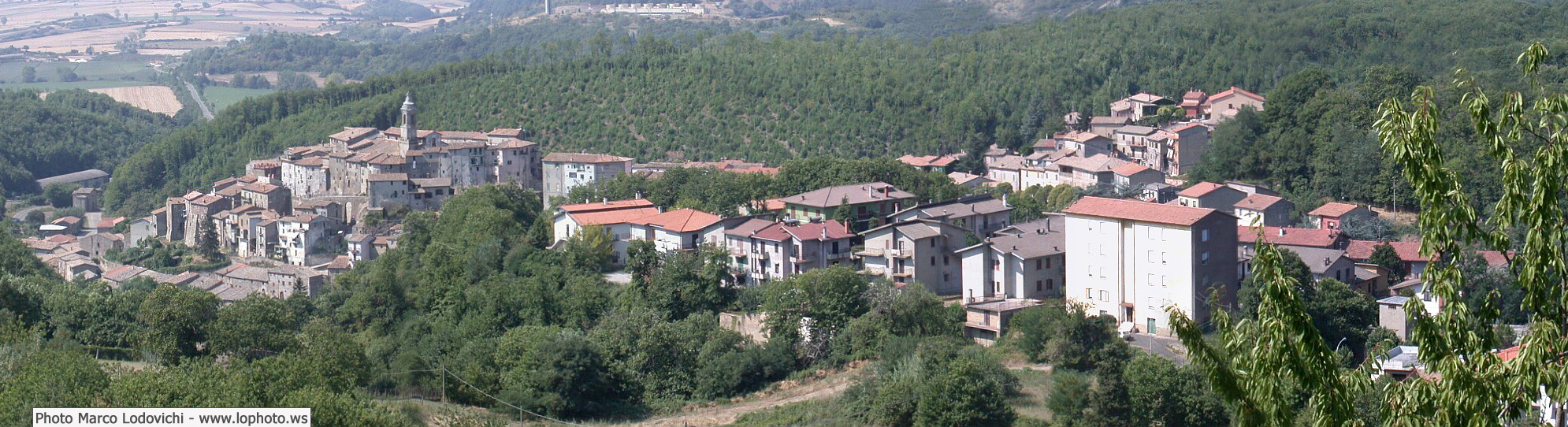
Latera

Kerk van San Clemente in Latera
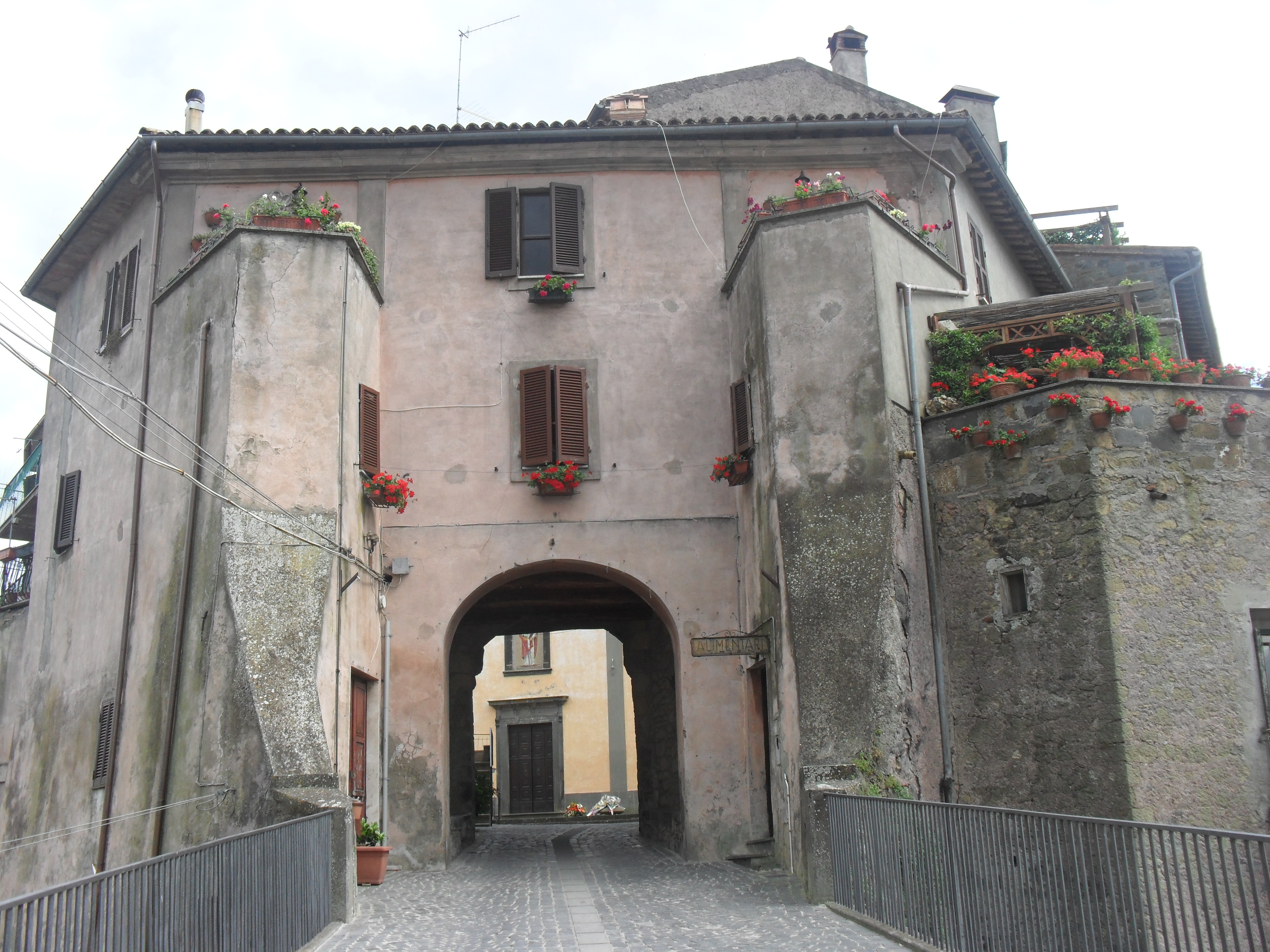
Kasteel van Latera

## Demografie
Latera telt ongeveer 453 huishoudens. Het aantal inwoners daalde in de periode 1991-2001 met 11,0% volgens cijfers uit de tienjaarlijkse volkstellingen van ISTAT.
| Jaar | Inwoneraantal |
| ---- | ------------- |
| 1991 | 1150          |
| 2001 | 1023          |

## Geografie
De gemeente ligt op ongeveer 508 m boven zeeniveau.
Latera grenst aan de volgende gemeenten: Capodimonte, Gradoli, Onano, Pitigliano (GR), Sorano (GR), Valentano.
Acquapendente · Arlena di Castro · Bagnoregio · Barbarano Romano · Bassano Romano · Bassano in Teverina · Blera · Bolsena · Bomarzo · Calcata · Canepina · Canino · Capodimonte · Capranica · Caprarola · Carbognano · Castel Sant'Elia · Castiglione in Teverina · Celleno · Cellere · Civita Castellana · Civitella d'Agliano · Corchiano · Fabrica di Roma · Faleria · Farnese · Gallese · Gradoli · Graffignano · Grotte di Castro · Ischia di Castro · Latera · Lubriano · Marta · Montalto di Castro · Monte Romano · Montefiascone · Monterosi · Nepi · Onano · Oriolo Romano · Orte · Piansano · Proceno · Ronciglione · San Lorenzo Nuovo · Soriano nel Cimino · Sutri · Tarquinia · Tessennano · Tuscania · Valentano · Vallerano · Vasanello · Vejano · Vetralla · Vignanello · Villa San Giovanni in Tuscia · Viterbo · Vitorchiano
1. ↑  https://demo.istat.it/?l=it.